# موديستو بريتو غونزاليس
موديستو بريتو غونزاليس هو سياسي مكسيكي، ولد في 4 ديسمبر 1954 في ولاية غيريرو في المكسيك. نشط حزبياً في حزب الثورة الديمقراطية. وقد انتخب عضو مجلس النواب المكسيك ‏.